# Estádio da SERC
Estádio da SERC – stadion piłkarski, w Chapadão do Sul, Mato Grosso do Sul, Brazylia, na którym swoje mecze rozgrywa klub Sociedade Esportiva e Recreativa Chapadão.